# 実在論的観念論
実在論的観念論（じつざいてきかんねんろん、Actual idealism）は、ジョヴァンニ・ジェンティーレによって発展した観念論の一形態である。

## 解説
イマヌエル・カントの超越論的観念論やG・W・F・ヘーゲルの絶対論的観念論と対照に、地に足のついた実在論的な観念論へと成長した。

自らを「ファシズムの哲学者」「自由主義者」「社会主義者」であると述べていたジェンティーレにとって、実在論は、考えるという行為を自己創造的なものとし、いかなる偶発性もなく、他のいかなる事実の効力にも依存しないものとすることで、自由主体性を哲学的に保持するための唯一の救済策であった。

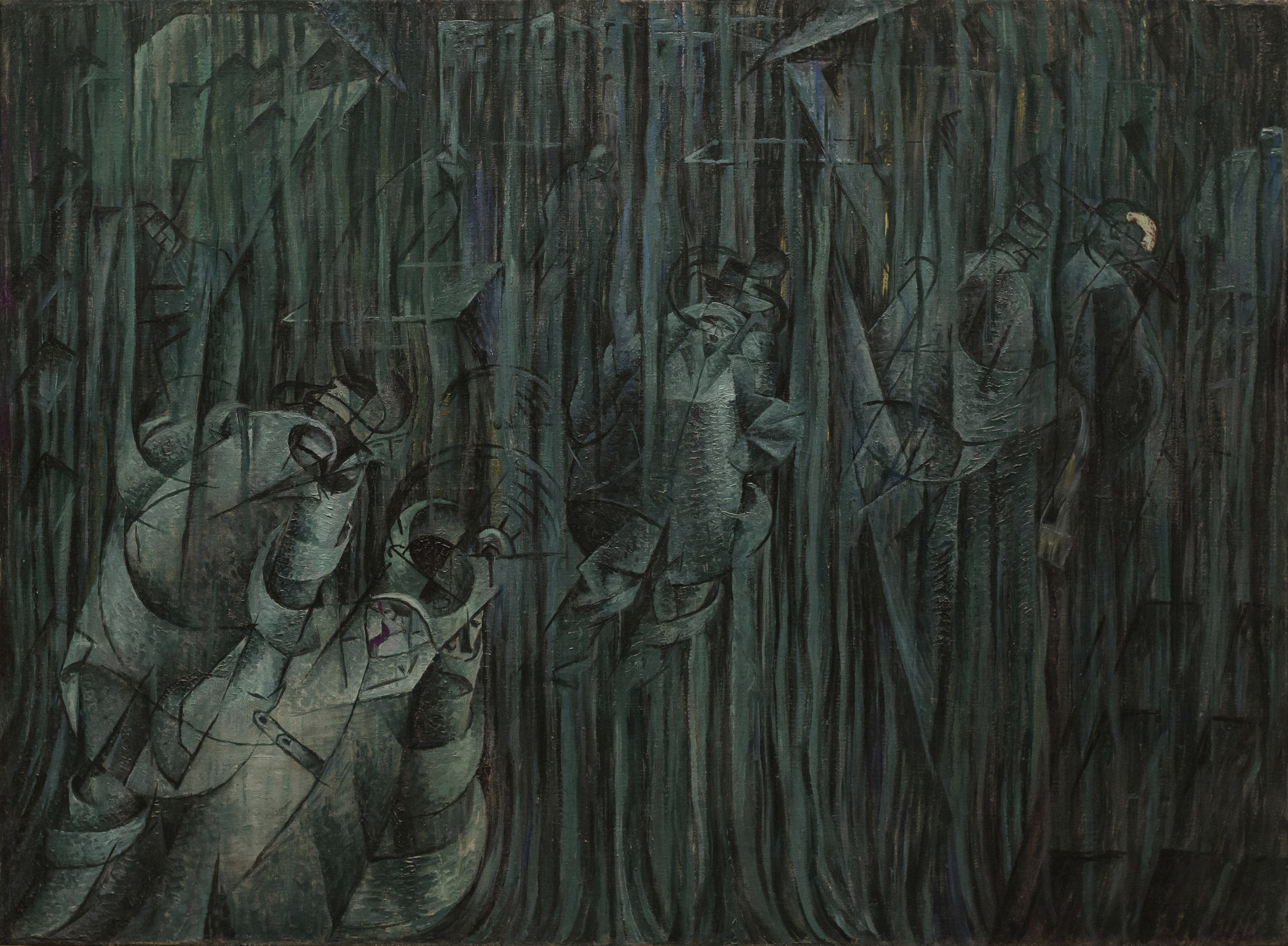
ウンベルト・ボッチョーニ, States of Mind Series I. Those who remain, oil on canvas, 1911.

## 教義
ジェンティルは自身の哲学を「実在論」あるいは「実在的観念論」と呼んでいるが、その理由は、この哲学において唯一の真の実在とは「思考する思考」の純粋な行為、すなわち今この瞬間の自己意識であり、そこに現存するすべてを構成する精神が現れているからである。言い換えれば、個々の思考実体ではなく、その上流にある思考行為が、哲学者の認識する唯一の実在を表しているのである。